# Șipet, Timiș
Șipet este un sat în comuna Tormac din județul Timiș, Banat, România.

## Istoric

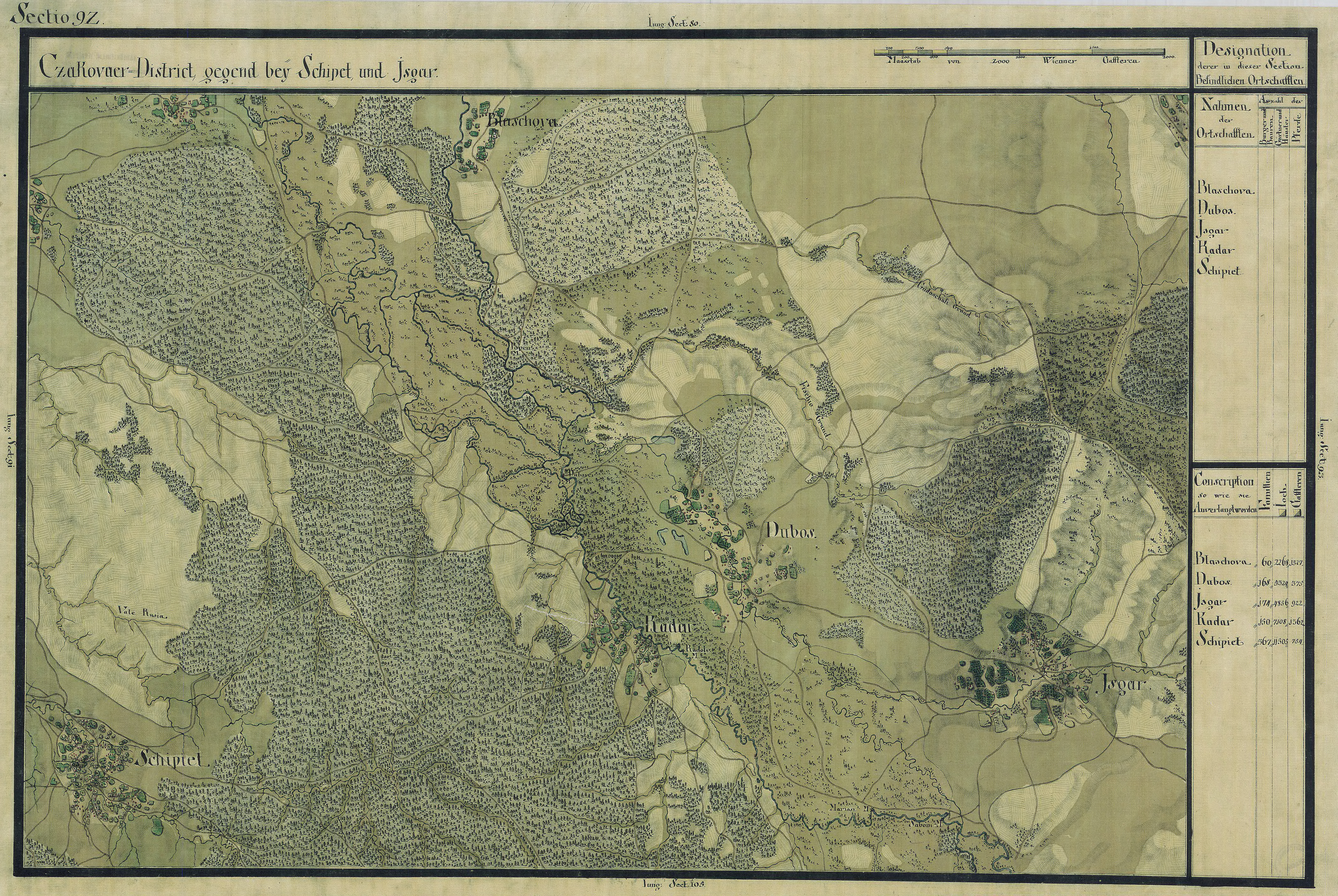
Şipet în Harta Iosefină a Banatului, 1769-72

Localitatea este atestată documentar din Evul Mediu, în documente de la 1462, unde apare cu nume de Magyarzebenth. În perioada otomană, ea era una dintre cele mai populate sate bănățene. Istoricii unguri consideră că Șipetul a fost locuit la început de unguri sau de slovaci, cu toate că în ultimele secole el a fost un sat românesc.
La conscripția din 1717 apare cu numele de Schipeth. În secolul al XIX-lea domeniul Șipet a trecut în posesia familiei Duca, prin donație imperială, urmare a meritelor feldmareșalului Petre Duca (1755 - 1822) în luptele antinapoleoniene. Satul se afla pe o vatră mai veche, pe locul numit „Satul bătrân”, însă pe la 1894 s-a mutat pe o nouă vatră datorită atacurilor și pustiirilor permanente ale ungurilor rebeli din satul învecinat Tormac. Epidemia de holeră din 1873 a redus populația satului la jumătate. În perioada stăpânirii maghiare, s-a numit Sipeth, Sipet, Sebed.
Cu sprijinul financiar al mecenatului basarabean Vasile Stroescu, s-a construit școala confesională ortodoxă. Piatra de fundament a bisericii ortodoxe a fost pusă la 25 august 1935 în prezența episcopului Vasile Lăzărescu.

## Personalități locale
- Dimitrie Cioloca (1874 - 1963), profesor de teologie, folclorist.
- Alexandru Jebeleanu (1923 - 1996), poet.